# Glorfindel Razendelski
Glorfindel Razendelski je izmišljen lik iz Tolkienove mitologije, serije knjig o Srednjem svetu britanskega pisatelja J. R. R. Tolkiena.
Prvič se omenja v Silmarillionu v Prvem veku. Tam naj bi bil vilinski velikaš iz neke pomembne noldorske hiše, ki je živela v skritem kraljestvu Gondolin. Gondolinski Glorfindel je umrl v spopadu z balrogom v Echiorath-u in s tem omogočil ostalemu gondolinskemu ljudstvu varen pohod naprej.
Glorfindel se omenja tudi v knjigi Gospodar Prstanov, v prvem delu Bratovščina Prstana. Glorfindel je bil poslan iz Razendela, da bi pomagal hobitom in potikavcu Aragornu priti v Razendel.